# نموذج مركزية الأرض

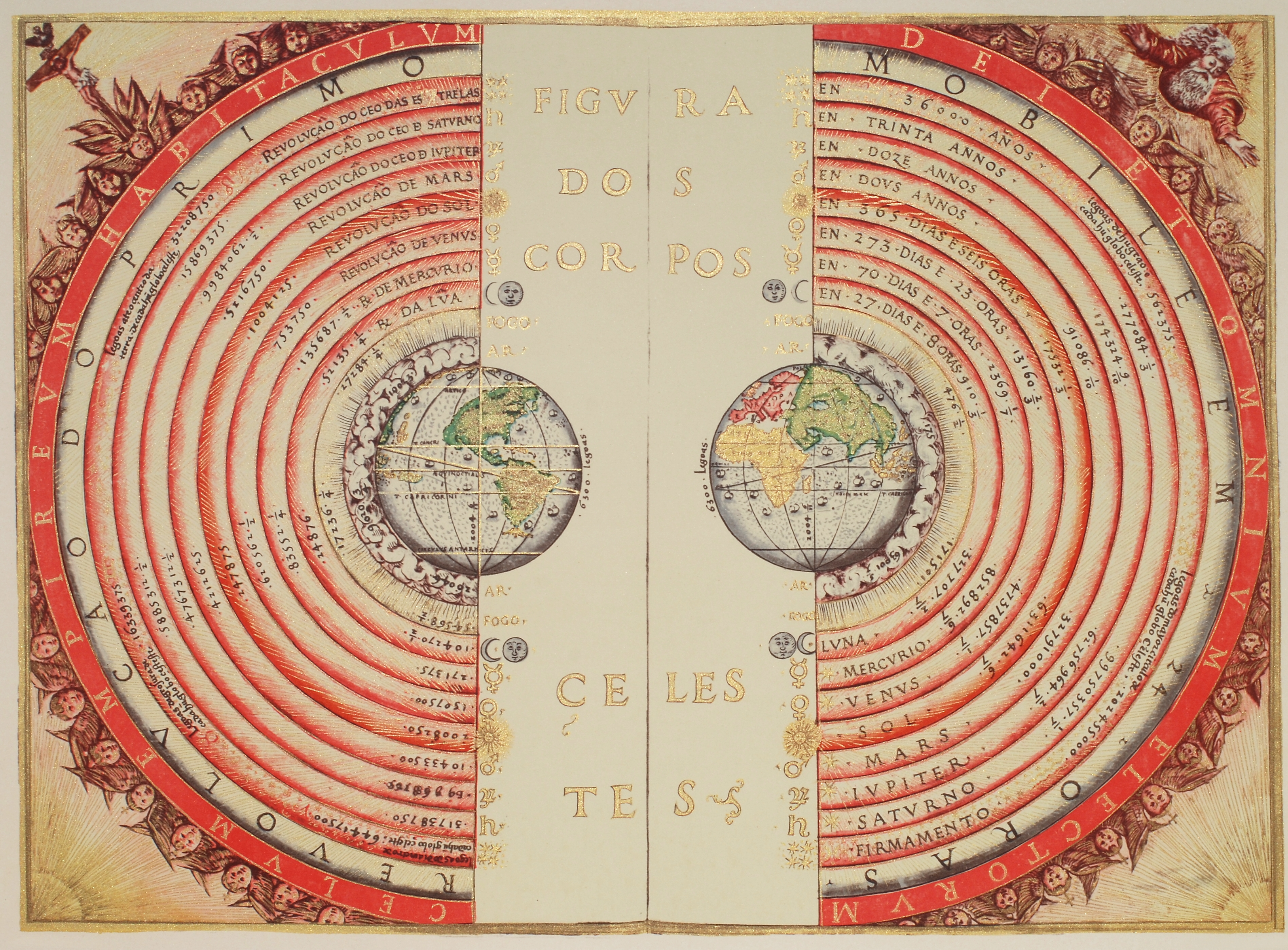
شكل يوضح الأجرام السماوية - شكل توضيحي يظهر نظام مركزية الأرض في العصر البطلمي على يد الكوزموغرافي ورسام الخرائط بارتولوميو فيلهو، 1568 (المكتبة الوطنية، باريس)

نموذج مركزية الأرض (والمعروف كذلك باسم المركزية الأرضية، أو النظام البطلمي) في علم الفلك هو وصف للكون حيث تكون الأرض عند المركز المداري لجميع الأجرام السماوية. كان هذا النموذج هو النظام الكوني السائد والمسيطر في العديد من الحضارات القديمة، مثل اليونان القديمة. وبالتالي، افترضت تلك الحضارات أن الشمس والقمر والنجوم والكواكب السيارة التي تُرى بالعين المجردة تدور حول الأرض، بما في ذلك الأنظمة الهامة التي وضعها أرسطو (انظر فيزياء أرسطية) وبطليموس.
دعمت ملاحظتان شهيرتان فكرة أن الأرض مركز الكون. الملاحظة الأولى كانت أن النجوم والشمس والكواكب يبدو أنها تدور حول الأرض كل يوم، مما يجعل الأرض مركزًا لهذا النظام. وبالإضافة إلى ذلك، فإن كل نجم كان له كرة «نجمية» أو «سماوية»، تعتبر الأرض هي مركزها، وكان النجم يدور حولها كل يوم، باستخدام خط يقطع القطب الشمالي والجنوبي محورا. وقد بدا أن النجوم الأقرب إلى خط الاستواء ترتفع وتهبط لأكبر مسافة ممكنة، إلا أن كل نجم كان يدور ليعود إلى نقطة الارتفاع الخاصة به كل يوم. والمفهوم الثاني الشائع الذي يدعم نموذج مركزية الأرض كان أن الأرض لا يبدو أنها تتحرك من منظور المراقب الموجود على الأرض، وأنها تتسم بالصلابة والاستقرار وعدم الحركة. وبمعنى آخر، فإنها مستقرة بشكل تام.
في الغالب، دمج الفلاسفة الرومان القدماء وفلاسفة العصور الوسطى نموذج مركزية الأرض مع كروية الأرض. وهو يختلف عن نموذج الأرض المسطحة الأقدم المضمن في بعض الميثولوجيا، كما هو الحال في علم الكون اللاتيني في الكتاب المقدس وما بعد الكتاب المقدس. وقد صور علم وصف السماء والأجرام السماوية القديم في اليهودية والذي يمكن الاطلاع عليه في التوراة (العهد القديم) أن الأرض مسطحة يوجد فوقها مظلة صلبة على شكل قبة، يطلق عليها اسم القبة الزرقاء أو السماء (רקיע- rāqîa').
ومع ذلك، رأى اليونانيون القدماء أن حركات الكواكب كانت دائرية وغير بيضاوية، وهي فكرة لم يتم الاعتراض عليها في الثقافة الغربية حتى القرن السابع عشر من خلال وضع نظريات كوبرنيكوس وكبلر.
وقد استخدمت التوقعات الفلكية لنموذج مركزية الأرض لبطليموس لإعداد مخططات فلكية على مدار أكثر من 1500 عام. وقد ساد نموذج مركزية الأرض في أوائل العصر الحديث، إلا أنه منذ أواخر القرن السادس عشر وما بعد ذلك، تعرض للاستبدال وحل محله نموذج مركز الشمس الذي وضعه كوبرنيكوس وجاليليو وكبلر. ومع ذلك، فإن الانتقال بين هاتين النظريتين قوبل بالكثير من المقاومة، ليس فقط من قبل اللاهوتيين المسيحيين، الذين ترددوا في رفض نظرية اتفقت مع النصوص الواردة في الإنجيل (مثل «أيتها الشمس، توقفي على جبعون»، جوشوا 10:12 إنجيل الملك جيمس 2000)، ولكن من قبل أولئك الذين رأوا أن مركزية الأرض رأي مقبول عليه إجماع لا يمكن هدمه من خلال نظرية جديدة وغير معروفة.

## اليونان القديمة

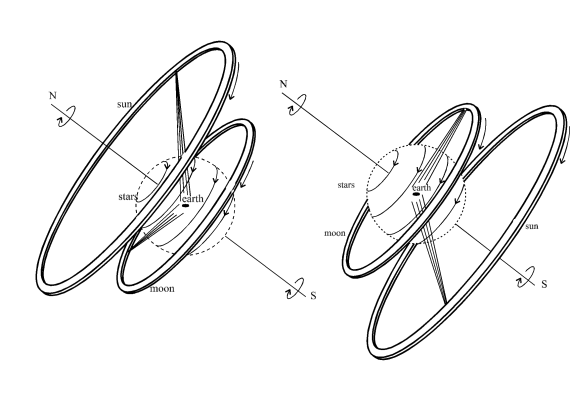
شكل توضيحي لنماذج أناكسيماندر للكون. على اليسار، وقت النهار في الصيف، وفي اليمين، وقت الليل في الشتاء.

وقد دخل نموذج مركزية الأرض إلى علم الفلك اليوناني والفلسفة في وقت مبكر للغاية، حيث يمكن رؤية تلك النظرية في فلسفة ما قبل سقراط. في القرن السادس قبل الميلاد، اقترح أناكسيماندر علمًا كونيًا يُصور الأرض على أنها تشبه مقطعًا من عمود (أسطوانة)، مرفوعًا عاليًا في مركز كل شيء. وكانت الشمس والقمر والكواكب عبارة عن فتحات في العجلات غير المرئية التي تحيط بالأرض، ومن خلال تلك الفتحات، يمكن للبشر رؤية النيران المخفية. وفي نفس الوقت تقريبًا، كان الفيثاغورثيون يعتقدون أن الأرض كروية (بما يتوافق مع ملاحظات الكسوف)، ولكنها ليست موجودة في المركز، حيث كانوا يعتقدون أنها تتحرك حول نيران غير مرئية. وفي وقت لاحق، تم الجمع بين هذه الرؤى، وبالتالي، فإن معظم اليونانيين المتعلمين من القرن الرابع قبل الميلاد وما بعد ذلك كانوا يعتقدون أن الأرض مستديرة في مركز العالم.
وفي القرن الرابع قبل الميلاد، كتب الفيلسوفان اليونانيان المؤثران أفلاطون وتلميذه أرسطو بعض الأعمال اعتمادًا على نموذج مركزية الأرض. وحسب رأي أفلاطون، كانت الأرض كروية، وثابتة في مركز الكون. وكانت النجوم والكواكب تدور حول الأرض في مدارات أو دوائر، مرتبة بالترتيب (من الخارج ونحو المركز): القمر، الشمس، الزهرة، عطارد، المريخ، المشترى، زحل، ثم النجوم الثابتة، حيث تواجد النجوم الثابتة على المدار السماوي. وفي كتابه "Myth of Er"، في قسم من كتاب جمهوية أفلاطون، يصف أفلاطون الكون على أنه محور الضرورة، يصحبه الفاتنات ويتحول على يد القدر. إيودوكسوس من كنيدوس، الذي عمل مع أفلاطون، قام بتطوير تفسير أقل خرافية وأكثر حسابية لحركة الكواكب اعتمادًا على الرأي الفصل الخاص بأفلاطون والذي ينص على أن كل الظواهر في السماء يمكن شرحها من خلال حركة دائرية موحدة. وقد قام أرسطو بتطوير نظام إيدوكسوس.
وفي نظام أرسطو مكتمل التطوير، توجد الأرض الكروية في مركز الكون، وكل الأجرام السماوية الأخرى تتصل بعدد 47 إلى 56 مدارًا مركزيًا تدور حول الأرض. (والعدد مرتفع للغاية لأنه يلزم العديد من المدارات لكل كوكب.) وهذه المدارات، والتي يطلق عليها اسم المدارات البللورية، تتحرك بسرعات مختلفة وموحدة لدوران الأجرام حول الأرض. وقد كانت تتكون من مادة غير قابلة للتلف يطلق عليه اسم الأثير. وقد رأى أرسطو أن القمر كان هو الدائرة الأكثر داخلية، وبالتالي، فإنه يلامس مجال الأرض، مما يسبب النقاط المظلمة (البقع) والقدرة على الانتقال عبر أدوار القمر. كما وصف هذا النظام بشكل أكبر من خلال شرح الميول الطبيعية للعناصر الكونية الأرضية: الأرض والماء والنار والهواء، بالإضافة إلى الأثير السماوي. وقد كان نظامه ينطوي على أن الأرض هي العنصر الأثقل، حيث تنطوي على أقوى حركة تجاه المركز، وبالتالي، فإن المياه كونت طبقة تحيط بمدار الأرض. وفي المقابل، فإن الهواء والنار كانا يميلان إلى التحرك لأعلى، وبعيدًا عن المركز، حيث تكون النار أخف من الهواء. وبما يتجاوز طبقة النار، حيث توجد المدارات الصلبة للأثير التي تكون الأجرام السماوية مضمنة بها. وهي، في حد ذاتها، كانت تتكون بشكل كامل من الأثير.
وقد نبع الالتزام بنموذج مركزية الأرض بشكل كبير من العديد من الملاحظات الهامة. وفي البداية، إذا تحركت الأرض، يجب أن نلاحظ انتقال النجوم الثابتة بسبب تزيح (اختلاف منظر) النجوم. وبشكل مختصر، إذا تحركت الأرض، فإن أشكال الكوكبة يجب أن تتغير بشكل كبير مع مرور السنوات. وإذا لم يبد أنها تتحرك، فإن النجوم تكون أبعد بكثير من الشمس والكواكب عما كان معتقدًا من قبل، مما يجعل من الصعب اكتشاف حركتها، أو في الواقع، فإنها لا تكون تتحرك على الإطلاق. ونظرًا لأن النجوم كانت أبعد بكثير مما افترض علماء الفلك اليونان (مما يجعل الحركة خفيفة للغاية)، فإنه لم يتم اكتشاف تزيح النجوم حتى القرن التاسع عشر. وبالتالي، فإن اليونايين اختاروا أبسط التفسيرين. وقد تم اعتبار غياب أي تزيح يمكن ملاحظته عيبًا خطيرًا في أي نظرية لا تقوم على مركزية الأرض. وهناك نظرية أخرى استخدمت لصالح نموذج مركزية الأرض في ذلك الوقت وهي الاتساق الواضح في بريق كوكب الزهرة، وهو ما يعني أنه على نفس المسافة تقريبًا من الأرض، والذي يتسق بدوره مع مركزية الأرض بشكل أكبر من مركزية الشمس. وفي الواقع، ينجم ذلك عن تعويض فقد الضوء الناجم عن المراحل التي يمر بها كوكب الزهرة لتحقيق زيادة واضحة في الحجم بسبب المسافة المتفاوتة عن سطح الأرض. وقد استفادت الاعتراضات المثارة حول مركزية الشمس من الميل الطبيعي للأجرام السماوية للاستقرار في أقرب مكان ممكن من مركز الأرض، ومنع فرصة الاقتراب أكثر من المركز، وعدم الحركة إلا في حالة التعرض للإجبار بسبب كائن صغير، أو التحول إلى عنصر مختلف بسبب الحرارة أو الرطوبة.
وكان يتم تفضيل تفسيرات الغلاف الجوي للعديد من الظواهر لأن نموذج إيدوكسان-أرسطو المعتمد بشدة على المدارات متحدة المركز لم يكن يهدف إلى شرح التغييرات التي تحدث في مستوى بريق الكواكب بسبب التغير في المسافة. وفي النهاية، تم هجر المجالات متحدة المركز بشدة لأنه لم يكن من الممكن تطوير نموذج دقيق بشكل كافٍ في إطار هذا النموذج. ومع ذلك، في حين أن نموذج فلك التدوير كان يوفر تفسيرات مشابهة، إلا أنه أثبت أنه يمتلك المرونة الكافية لتوفير ملاحظات على مدار العديد من القرون.

## النموذج البطلمي
رغم أنه تم وضع المبادئ الأساسية لمركزية الأرض لدى اليونان في وقت أرسطو، إلا أن تفاصيل النظام الذي وضعه لم تصبح بمثابة المعيار الرئيسي. وقد تمكن النظام البطلمي، الذي تبناه عالم الفلك الهليني كلاوديوس بطليموس في القرن الثاني الميلادي، من إتمام هذه العملية. ويعتبر كتابه، الذي يتمحور حول علم الفلك والذي أطلق عليه اسم Almagest، بمثابة خلاصة قرون من الأعمال التي قام بها علماء الفلك الإغريق والهيلينيون والبابليون، وقد تم قبوله على مدار ألفية كاملة على أنه النموذج الكوني الصحيح من خلال علماء الفلك الأوروبيين وعلماء الفلك المسلمين. وبسبب تأثيره الشديد، يعتبر النظام البطلمي في بعض الأحوال متطابقًا مع نموذج مركزية الأرض.
وقد قال بطليموس إن الأرض كانت في مركز الكون، من خلال الملاحظة البسيطة بأن نصف النجوم كانت فوق الأفق في حين أن نصفها الآخر كان تحت الأفق في أي وقت من الأوقات (النجوم الموجودة في المدار النجمي الدوار)، والافتراض بأن النجوم جميعها كانت على مسافة معتدلة من منتصف الكون. وإذا تمت إزالة الأرض من المركز بشكل فعلي، فإن هذا التقسيم للنجوم المرئية وغير المرئية لن يصبح متساويًا.

### النظام البطلمي

العناصر الرئيسية للفلك البطلمي، حيث يظهر من خلالها كوكب على فلك التدوير من خلال ناقل متحد المركز ونقطة إيكوانت.

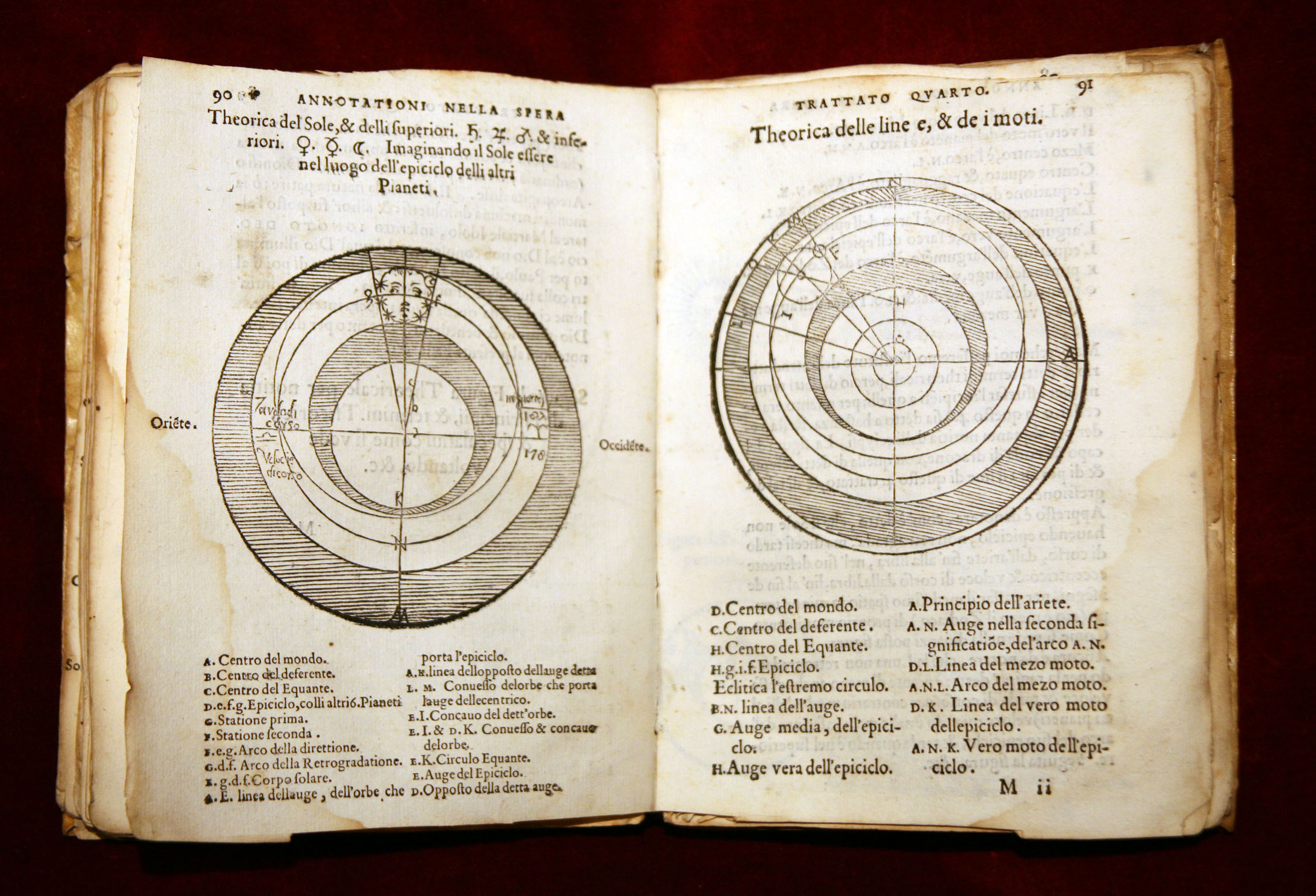
تعرض الصفحات من 1550 في Annotazione في كتاب ساكروبوزو Tractatus de Sphaera النظام البطلمي.

في النظام البطلمي، يتحرك كل كوكب من خلال نظام يحتوي على مدارين أو أكثر: الأول يطلق عليه ناقل، في حين يطلق على المدارات الأخرى اسم فلك التدوير. والناقل عبارة عن دائرة توجد النقطة المركزية فيها في منتصف الطريق بين الإكوانت والأرض، ويشار إليها بالعلامة X في الصورة إلى اليسار، حيث تكون الإكوانت هي النقطة الصلبة المقابلة للأرض. وهناك مدار آخر، وهو فلك التدوير وهو مضمن في الناقل، ويشار إليه بالخط الأصغر المنقط في الصورة الموجودة إلى اليسار. وبالتالي، فإن أي كوكب يتحرك عبر فلك التدوير في نفس الوقت الذي يتحرك فيه فلك التدوير حول المسار الذي يميزه الناقل. وهاتان الحركتان معًا تسببان حركة الكوكب المحدد بشكل أقرب من الأرض أو أبعد عنها في نقاط مختلفة في تلك المدارات، مما جعل المراقبين يعتقدون أن الكوكب يبطئ الحركة ويتوقف ويتحرك للخلف (في شكل حركة تراجعية). وقد كانت تلك الحركة التراجعية واحدة من أكثر نقاط الاختلاف في الأنظمة الكونية اليونانية، وكانت أحد الأسباب الرئيسية التي جعلت بطليموس يتجه نحو نموذج أفلاك التدوير. ويعد نموذج أفلاك التدوير في الواقع نموذجًا رائعًا للمدار البيضاوي ذي الانحراف المنخفض، والذي تكون السمة الرئيسية فيه هي التركيز على الإزاحة. ولا يبدو أن شكل القطع الناقص الشهير للغاية نطاق ملحوظ عندما يكون الانحراف أقل من 5%، إلا أن مسافة إزاحة «المركز» (في الواقع ينصب التركيز على الشمس) تكون ملحوظة للغاية حتى في حالات الانحراف المنخفضة التي تمتلكها الكواكب.
وفي النهاية، حل نموذج مركزية الشمس محل نموذج مركزية الأرض. ومع ذلك، استمر نظام أفلاك التدوير قائمًا لأنه قدم توقعات دقيقة بشكل معقول وتتفق مع الملاحظات بشكل أكبر دقة من الأنظمة السابقة. وتتمركز أفلاك التدوير الخاصة بالزهرة وعطارد بصفة دائمة على خط بين الأرض والشمس (حيث يكون عطارد أقرب إلى الأرض)، مما يشرح السبب وراء كونها أقرب في السماء. وفي النهاية، تم استبدال النموذج بالنموذج البيضاوي الشكل الذي وضعه كبلر عندما أصبحت أساليب الملاحظة (التي تم تطويرها على يد تيكو براهي وغيره) دقيقة بشكل كافٍ لإثارة الشكوك حول نموذج أفلاك التدوير.
والترتيب البطلمي للمدارات من الأرض للخارج كما يلي:
1. القمر
2. عطارد
3. الزهرة
4. الشمس
5. المريخ
6. المشترى
7. زحل
8. النجوم الثابتة
9. مدار الجرم الرئيسي المتحرك

لم يتم اختراع أو تقديم هذا الترتيب على يد بطليموس، إلا أنه يتفق مع السماوات السبع في علم الكونيات الديني والشائع في التقاليد الدينية الأوروأسيوية.
وقد استخدم علماء الفلك اليونانيون الناقل ونموذج فلك التدوير، وكذلك الشذوذ المداري (المدار الذي ينحرف عن مركز الأرض قليلاً)، على مدار قرون. في الشكل التوضيحي، لا تكون الأرض هي مركز المدار ولكن X تكون هي مركز المدار، مما يجعل المدار شاذًا أو منحرفًا (من الكلمة اليونانية ἐκ ec- والتي تعني «من» وκέντρον centrum والتي تعني «المركز»). ولسوء الحظ، لم يتوافق النظام الذي كان متاحًا في وقت بطليموس بشكل جيد مع الملاحظات، رغم أنه تحسن بشكل كبير من خلال نظام أرسطو. في بعض الأحيان، يمكن أن يكون حجم الدورة التراجعية للكوكب (خصوصًا تلك الخاصة بالمريخ) أصغر، وفي بعض الأحوال يمكن أن تكون أكبر. وقد دفع عدم الاتفاق هذا بطليموس إلى اختراع فكرة الإكوانت. والإيكوانت كانت عبارة عن نقطة بالقرب من مركز مدار الكوكب، والتي يمكن أن يظهر من خلالها، إذا وقفت عندها وتابعت الوضع، أن مركز فلك تدوير الكوكب يتحرك بنفس السرعة. وبالتالي، فإن الكوكب يكون يتحرك بالفعل بسرعات مختلفة عندما كان فلك التدوير موجودًا في نقاط مختلفة في مداره. ومن خلال استخدام الإيكوانت، كان بطليموس يقول إنه يمكن الحفاظ على الحركة المتسقة والدائرية، رغم أنه ابتعد على النموذج المثالي لأفلاطون والقائم على الحركة الدورانية المتسقة. والنظام الناجم، والذي أصبح مقبولاً في النهاية بشكل كبير في الغرب، يبدو أنه غير مقبول من الناحية العملية لدى علماء الفلك في العصر الحديث، فكل كوكب يحتاج إلى فلك تدوير يدور في مدار، وتحدث إزاحة من خلال نقطة إيكوانت مختلفة لكل كوكب. إلا أنه توقع العديد من الحركات السماوية، بما في ذلك بدايات ونهايات الحركة التراجعية، في وقت تطويره بشكل جيد إلى حد ما.

### النظرية في عصر الحضارة الإسلامية
بسبب السيطرة العلمية لنظام بطليموس في علم الفلك في عصر الحضارة الإسلامية، فقد قبل علماء الفلك المسلمين نموذج مركزية الأرض بالإجماع.
في القرن الثاني عشر، انحرف الزرقالي عن الفكرة اليونانية القديمة المتعلقة بالحركة الدورانية المتسقة من خلال افتراض أن الكوكب عطارد يتحرك في مدار بيضاوي الشكل، في حين أن البطروجي قدم نموذجًا للكواكب ابتعد فيه عن آليات الإيكوانت وأفلاك التدوير، رغم أن ذلك أدى إلى الوصول إلى نظام أقل دقة من الناحية الحسابية. وقد رفض فخر الدين الرازي (1149–1209)، أثناء التعامل مع مفهوم الفيزياء والعالم المادي في كتابه المطالب، مفهوم أرسطو وابن سينا حول مركزية الأرض في الكون، إلا أنه قال بدلاً من ذلك إن "هناك ألف ألف عالم (ألف ألف عوالم) أكثر من هذا العالم وكل منها أكبر وأضخم من هذا العالم، كما أنه يحتوي على ما يحتوي عليه هذا العالم." ولدعم نقاشاته من ناحية العقيدة، فإنه يقتبس آية من القرآن نصها "الحمد لله رب العالمين" مع التركيز على كلمة "العالمين" التي تعد بمثابة صيغة الجمع."
تشير «ثورة المراغة» إلى ثورة مدرسة المراغة ضد علم الفلك البطلمي. وقد كانت «مدرسة المراغة» عبارة عن تقليد فلكي بدأ في مرصد مراغة واستمر مع علماء الفلك من جامع دمشق ومرصد سمرقند. ومثل أسلافهم الأندلسيين، حاول علماء فلك المراغة حل مشكلة الإيكوانت (الدائرة التي كان يعتقد أن كوكب أو مركز فلك التدوير يدور حول محيطها بشكل غير متسق) وقاموا بإنتاج بدائل للنموذج البطلمي بدون التخلي عن فكرة مركزية الأرض. وقد حققوا نجاحًا أكبر من أسلافهم الأندلسيين فيما يتعلق بتوفير بدائل للنظام البطلمي أدت إلى التخلص من الإيكوانت والشذوذ أو الانحراف، كما كانوا أكثر دقة من النموذج البطلمي فيما يتعلق بتوقع المواضع الخاصة بالكواكب، كما اتفقوا بشكل أكبر مع الملاحظات التجريبية. وتشتمل قائمة أهم علماء الفلك من مدرسة المراغة على مؤيد الدين أوردي (توفي عام 1266) وناصر الدين الطوسي (1201–1274) وقطب الدين الشيرازي (1236–1311) وابن الشاطر (1304–1375) وعلي القوشجي (حوالي 1474) والبيرجندي (توفي عام 1525) وشمس الدين الخفري (توفي عام 1550). وقد كتب ابن الشاطر، وهو عالم فلكي دمشقي (1304 - 1375 ميلادية) عمل في المسجد الأموي، كتابًا ضخمًا اسمه كتاب نهاية السؤال في تصحيح الأصول (والاسم يعني الاستفسارات النهائية المتعلقة بتصحيح نظرية الكواكب) اعتمادًا على نظرية تنحرف عن النظام البطلمي الذي كان سائدًا في تلك الفترة. وفي كتابه "Ibn al-Shatir, an Arab astronomer of the fourteenth century" (ابن الشاطر، عالم فلك عربي عاش في القرن الرابع عشر)، كتب إي إس كينيدي «الأهم أن نظرية ابن الشاطر القمرية، باستثناء الاختلافات الضئيلة فيما يتعلق بالمعاملات، متشابهة تمامًا مع نظرية كوبرنيكوس (1473 - 1543 ميلاديًا).» ويقترح اكتشاف أن نماذج ابن الشاطر متشابهة من الناحية الرياضية مع تلك الخاصة بكوبرنيكوس احتمالية انتقال هذه النماذج إلى أوروبا. وفي مدرسة المراغة ومراصد سمرقند، تمت مناقشة موضوع دوران الأرض على يد الطوسي وعلي القوشجي (الذي ولد عام 1403)، وتشبه النقاشات والأدلة التي استخدماها تلك التي استخدمها كوبرنيكوس لدعم مفهوم حركة دوران الأرض.
ومع ذلك، لم تقم مدرسة المراغة بعمل نقلة نوعية إلى مركزية الشمس. وما زال تأثير مدرسة المراغة على كوبرنيكوس قيد التأمل، حيث إنه لا يوجد دليل موثق لإثبات ذلك التأثير. واحتمالية أن كوبرنيكوس قد قام بشكل مستقل بتطوير أفكار الطوسي تبقى مفتوحة، حيث إنه لم يقم أي باحث حتى هذه اللحظة بإظهار أنه لديه معلومات حول أعمال الطوسي أو أعمال مدرسة المراغة.

## مركزية الأرض والأنظمة المنافسة لها

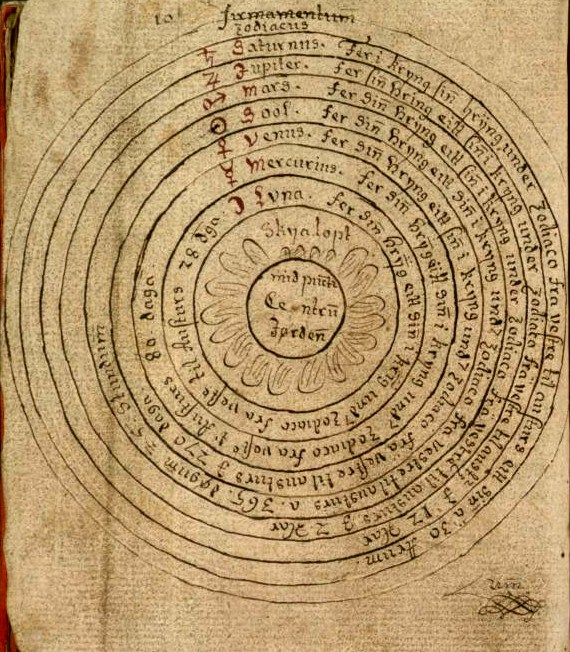
هذا الرسم مأخوذ من مخطوطة أيسلندية تعود إلى حوالي عام 1750 ويوضح نموذج مركزية الأرض.

ولم يتفق كل اليونانيين مع نموذج مركزية الأرض. وقد تم بالفعل ذكر نظام فيثاغورث، حيث اعتقد بعض الفيثاغورثيين أن الأرض واحدة من عدة كواكب تدور حول نيران مركزية. وقد كان هيسيتاس وإسفانتوس، وهما من الفيثاغورثيين من القرن الخامس قبل الميلاد، بالإضافة إلى هيراكليدوس بونتيكوس في القرن الرابع قبل الميلاد، يعتقدون أن الأرض تدور حول محورها، ولكنها تبقى في مركز الكون. وهذا النظام يمكن الإشارة إليه كذلك على أنه يروج لمركزية الأرض. وقد تم إحياؤه في العصور الوسطى على يد جيان بوريدان. وقد كان من المعتقد أن هيراكليدوس بونتيكوس قد اقترح أن الزهرة وعطارد يدوران حول الشمس أكثر من الأرض، إلا أن ذلك لم يعد مقبولاً الآن. وقد وضع مارتيانوس كابيلا، بشكل قطعي، عطارد والزهرة في مدارات تدور حول الشمس. وقد كان أريستارخوس من ساموس أكثر راديكالية. وقد كتب عملاً لم يدم لفترة طويلة حول مركزية الشمس، حيث قال إن الشمس هي مركز الكون، في حين أن الأرض وغيرها من الكواكب تدور حولها. ولم يذع صيت نظريته، وكان من أتباعه سلوقس من سلوقية.

### نظام كوبرنيكوس
في عام 1543، واجه نظام مركزية الأرض أول تحدٍ جاد له من خلال نشر كتاب كوبرنيكوس De revolutionibus orbium coelestium، الذي افترض أن الأرض والكواكب الأخرى تدور حول الشمس وليس الأرض. وقد تم الإبقاء على نظام مركزية الأرض على مدار العديد من السنوات بعد ذلك، كما أنه في ذلك الوقت لم يوفر نظام كوبرنيكوس توقعات أفضل مما قدمه نظام مركزية الأرض، كما أنه قدم مشكلات فيما يتعلق بالفلسفة الطبيعية والكتاب المقدس. ولم يكن نظام كوبرنيكوس أكثر دقة من النظام البطلمي، لأنه استمر في استخدام المدارات الدائرية. ولم يتم تغيير ذلك إلى أن افترض يوهانس كبلر أنها بيضاوية (القانون الأول لحركة الكواكب التي وضعها كبلر).
ومع اختراع المقراب في عام 1609، أثارت الملاحظات التي توصل إليها جاليليو جاليلي (مثل أن المشترى له أقمار) الشكوك حول بعض مبادئ مركزية الأرض، إلا أنها لم تهددها بشكل جدي وخطير. وبسبب «البقع» المظلمة على القمر، والتي تعد بمثابة حفر، ذكر أن القمر ليس جرمًا سماويًا مثاليًا كما كان معتقدًا من قبل. وكانت تلك هي المرة الأولى التي يرى فيها شخص ما وجود عيوب في جرم سماوي كان يفترض أنه يتكون من الأثير. وبالتالي، ونظرًا لأن عيوب القمر يمكن أن تتعلق الآن بتلك التي نراها على الأرض، يمكن أن نقول إنهما كلاهما ليسا فريدين: أكثر من ذلك، كلاهما مجرد أجرام سماوية تتكون من مواد أرضية. وقد تمكن جاليليو كذلك من رؤية أقمار المشترى، والتي قام بتخصيصها إلى كوزيمو الثاني دي ميديسي، وقال إنها تدور حول المشترى، وليس حول الأرض. وقد كان هذا الأمر هامًا، لأنه، إذا كان صحيحًا، فإنه يعني أنه ليس كل شيء يدور حول الأرض، مما يعني أنه يضرب بعرض الحائط الاعتقاد الديني والعلمي. وبالتالي، فإنه تم إسكات الأصوات التي دعت إلى نظريات جاليليو التي تعارض مركزية الأرض على يد الكنيسة والشكوكية العامة تجاه أي نظام لا يضع الأرض في مركزه، مما ساعد على الحفاظ على أفكار وأنظمة بطليموس وأرسطو.

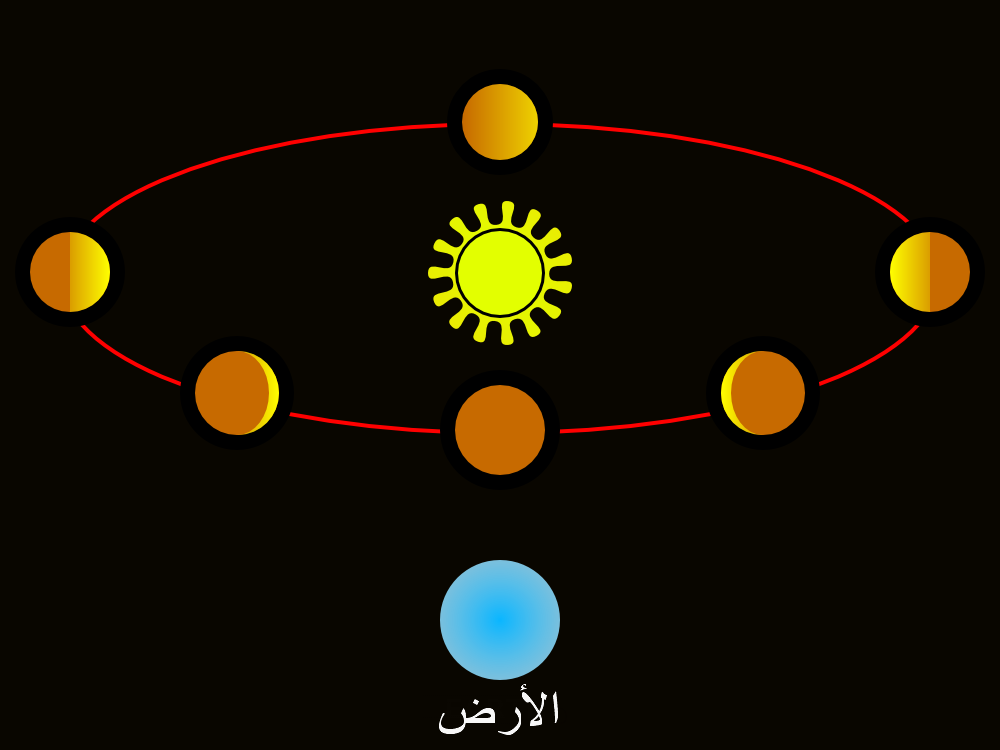
مراحل الزهرة

في ديسمبر 1610، استخدم جاليليو جاليلي مقرابه لرصد أن الزهرة يظهر عليها كل المراحل تمامًا مثل مراحل القمر. وقد اعتقد أنه في حين أن هذه الملاحظة غير متوافقة مع النظام البطلمي، فقد كانت نتيجة طبيعية لنظام مركزية الشمس.
ومع ذلك، فقد وضع بطليموس مدار وفلك الزهرة بشكل كامل داخل مدار الشمس (بين الشمس وعطارد)، إلا أن ذلك كان اعتباطيًا، فقد كان بإمكانه بكل سهولة تبديل عطارد والزهرة ووضعهما على الجانب الآخر من الشمس، أو عمل أي ترتيب آخر للزهرة وعطارة، طالما أنهما موجودان بالقرب من خط يمر من الأرض وعبر الشمس، مثل وضع مركز فلك الزهرة بالقرب من الشمس. وفي تلك الحالة، تكون الشمس مصدر الضوء في النظام البطلمي:
إلا أن جاليليو رأى الزهرة في البداية صغيرًا ومكتملاً، ثم بعد ذلك رآه كبيرًا وهلاليًا.
وقد أظهر ذلك أنه من خلال الكون حسب النظرية البطلمية، لا يمكن أن يكون فلك الزهرة داخل مدار الشمس بشكل كامل أو خارجه بشكل كامل. ونتيجة لذلك، هجر البطالمة فكرة أن فلك الزهرة كان داخل مدار الشمس بشكل كامل، وقد ركزت المنافسة في وقت لاحق في القرن السابع عشر بين علماء الكونيات والفلك على تنوعات نظام تيكو |نظام تيكو براهي (التي كانت الأرض فيها في مركز الكون، وتدور حولها الشمس، إلا أن كل الكواكب الأخرى تدور حول الشمس في مجموعة واحدة ضخمة من الأفلاك)، أو تنوعات نظام كوبرنيكوس.

## الجاذبية
قام يوهانس كبلر، بعد تحليل ملاحظات تيكو براهي الدقيقة السابقة، بوضع القوانين الثلاثة في عام 1609 و1619، اعتمادًا على نظرة مركزية الشمس، حيث تتحرك الكواكب في مسارات بيضاوية الشكل. وباستخدام هذه القوانين، كان أول عالم فلك يتوقع العبور الفلكي لكوكب الزهرة بشكل صحيح (في عام 1631). وقد غير الانتقال من المدارات الدائرية إلى مسارات الكواكب بيضاوية الشكل دقة الملاحظات والتوقعات السماوية بشكل كبير. ولأن نموذج مركزية الشمس الذي وضعه كوبرنيكوس لم يكن أدق من نظام بطليموس، فقد كان يلزم توفير المزيد من الملاحظات الرياضية لإقناع أولئك الذين مازلوا يتمسكون بنموذج مركزية الأرض. ومع ذلك، فقد أصبحت الملاحظات التي توصل إليها كبلر، باستخدام بيانات براهي، مشكلة لا يمكن حلها بسهولة من قبل المتمسكين بفكرة مركزية الأرض.
وفي عام 1687، وضع إسحاق نيوتن قانون الجذب العام، الذي نص على أن الجاذبية هي القوة التي تجعل الأرض والكواكب تستمر في الدوران عبر الفضاء وكذلك الإبقاء على الهواء وعدم طيرانه، مما يسمح للعلماء بوضع نموذج معقول لمركزية الشمس للنظام الشمسي. وفي كتابه Principia، شرح نيوتن نظامه فيما يتعلق بكيفية خلق الجاذبية، التي كانت تعتبر من قبل قوة غامضة، لحركة الأجرام السماوية، وإبقائها النظام الشمسي الخاص بنا قيد العمل. وقد كانت أوصافه المتعلقة بقوة الجاذبية طفرة في التفكير العلمي استخدم من خلالها التفاضل الذي تم تطويره حديثًا، وفي النهاية حل محل المدارس السابقة للتفكير العلمي، أي تلك الخاصة بأرسطو وبطليموس. ومع ذلك، كانت العملية متدرجة.
وفي عام 1838، قام عالم الفلك فريدريش ويلهيلم بيزيل بقياس تزيح النجم 61 سيجني بشكل صحيح، حيث دحض ذلك تأكيد بطليموس بأن حركة التزيح لم تكن موجودة. وفي النهاية، قدم ذلك الدليل لافتراضات كوبرنيكوس من خلال ملاحظات عملية دقيقة ويمكن الاعتماد عليها، وعرض مدى بعد النجوم بشكل حقيقي عن الأرض.
ويعد إطار مركزية الأرض مفيدًا بالنسبة للعديد من الأنشطة اليومية وأغلب التجارب المعملية، إلا أنه يعد بمثابة خيار أكثر ملاءمة لآليات النظام الشمسي والسفر في الفضاء. عندما يكون إطار مركزية الشمس مفيدًا بأكبر شكل ممكن في تلك الحالات، يكون علم الفلك الخاص بالمجرات والمجرات الإضافية أسهل إذا تم التعامل مع الشمس على أنها ليست ثابتة وليست مركز الكون، ولكنها تدور حول مركز المجرة، كما أن المجرة التي نعيش فيها في المقابل ليست ثابتة في الخلفية الكونية.

## الالتزام الديني والمعاصر بمركزية الأرض

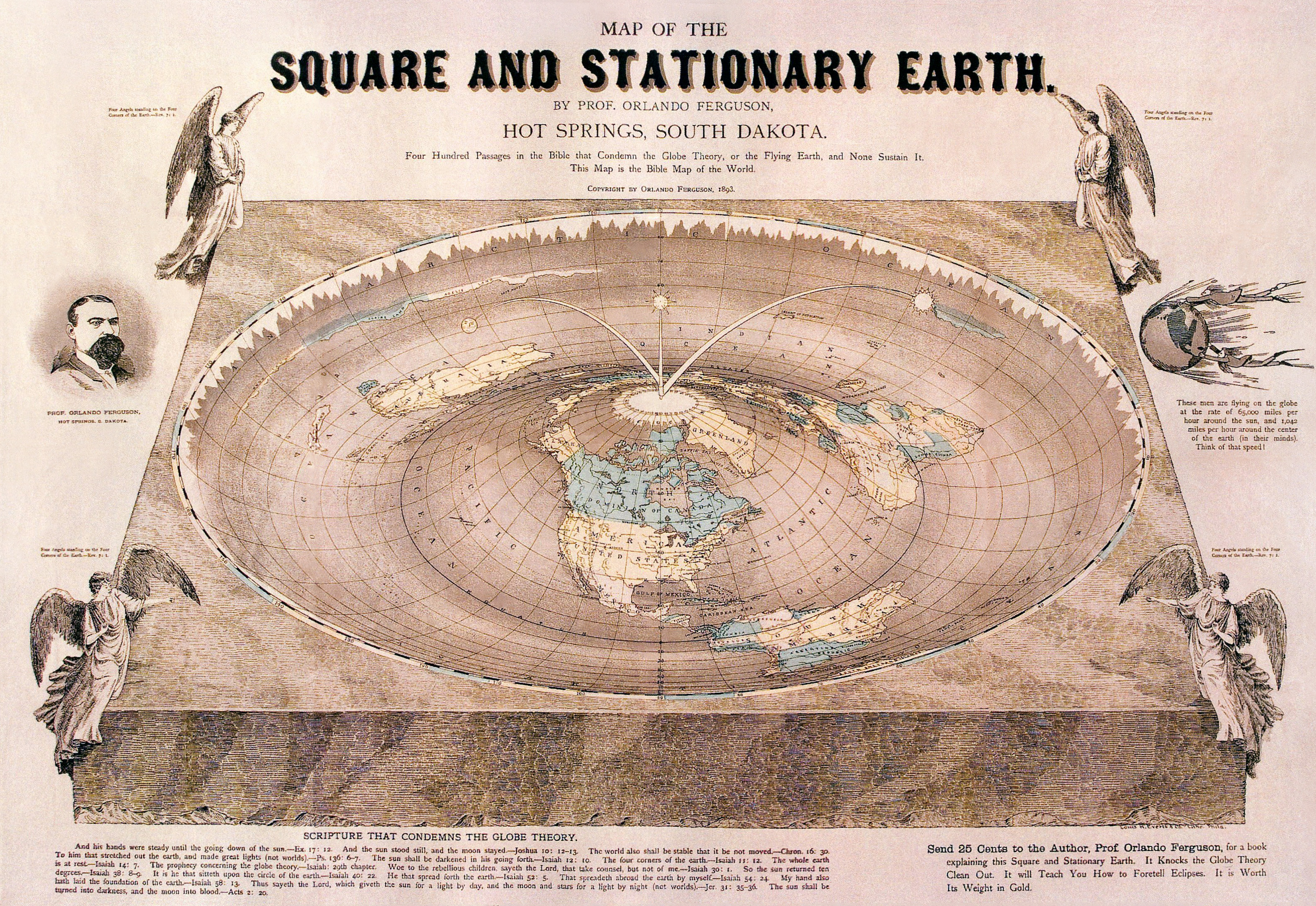
خريطة الأرض المربعة والثابتة، التي رسمها أورلاندو فيرجسون (1893)

انتشر النموذج البطلمي للنظام الشمسي في أوائل العصر الحديث، وذلك من أواخر القرن السادس عشر وحتى تم استبداله بشكل تدريجي وحل محله الوصف الإجمالي القائم على النموذج المركزي الشمسي. ومع ذلك، فإن مركزية الأرض كاعتقاد ديني منفصل، لم يخفت مطلقًا. ففي الولايات المتحدة بين عامي 1870 و1920، على سبيل المثال، نشر أعضاء متعددون من الكنيسة اللوثرية - المجمع الكنسي لميسوري مقالات تقلل من علم فلك كوبرنيكوس، وقد كان يتم تعليم فكرة مركزية الأرض بشكل كبير في المجمع الكنسي أثناء تلك الفترة. ومع ذلك، في مجلة Concordia Theological Quarterly ربع السنوية الصادرة عام 1902، قال البروفيسور إيه إل جرايبنير إن المجمع الكنسي ليس له مكانة عقدية فيما يتعلق بمركزية الأرض أو مركزية الشمس أو أي نموذج علمي، إلا إذا كان يعارض الكتاب المقدس. وقد قال إن أي تصريحات محتملة لمؤيدي مركزية الأرض في المجمع الكنسي لا تحدد موقف كيان الكنيسة ككل.
وقد ظهرت المقالات التي تقول إن مركزية الأرض كانت وجهة نظر الكتاب المقدس في بعض النشرات الإخبارية الأولية المتعلقة بعلم الخلق والمرتبطة بجمعية أبحاث الخلق التي تشير إلى بعض الفقرات في الإنجيل، والتي توضح، عندما نأخذها بشكل حرفي، أن الحركة اليومية الظاهرة للشمس والقمر تنجم عن حركتها الفعلية حول الأرض، وليس بسبب دوران الأرض حول محورها، على سبيل المثال، في سفر يوشع 10:12 عندما يقال إن الشمس والقمر توقفتا في السماء، والمزامير 93:1 حيث يتم وصف العالم على أنه ثابت لا يتحرك. وتشتمل قائمة المدافعين عن الاعتقاد الديني على روبرت سانجينيس (رئيس منتدى بيلارمين اللاهوتي ومؤلف كتاب Galileo Was Wrong (جاليليو كان مخطئًا) الصادر عام 2006). وهؤلاء الأشخاص يشاركون في وجهة النظر التي تقول إن القراءة العادية للإنجيل تحتوي على رواية دقيقة للطريقة التي تم خلق الكون بها، وهي تتطلب نظرة عامة لمركز الأرض. وترفض معظم منظمات الخلقيين مثل هذه المنظورات.
ويذكر موريس بيرمان نتائج عمليات المسح التي تظهر أن حوالي 20% من سكان الولايات المتحدة حاليًا يعتقدون أن الشمس تدور حول الأرض (مركزية الأرض) بدلاً من أن الأرض تدور حول الشمس (مركزية الشمس)، في حين أن 9% أخرى من السكان ادعوا عدم معرفتهم. وقد أظهرت الاقتراعات التي تم تنفيذها على يد منظمة مؤسسة غالوب في التسعينيات من القرن العشرين أن 16% من الألمان و18% من الأمريكان و19% من البريطانيين يؤمنون بأن الشمس تدور حول الأرض. وقد أظهرت دراسة تم تنفيذها في عام 2005 على يد د. جون دي ميلر من جامعة نورث وسترن، وهو خبير في مجال الفهم العام للعلوم والتقنيات، أن حوالي 20%، أو واحدًا من كل خمسة أفراد، من البالغين الأمريكين يؤمنون بأن الشمس تدور حول الأرض. وحسب اقتراع VTSIOM لعام 2011، يؤمن 32% من الروسيين بأن الشمس تدور حول الأرض.

### المواقف التاريخية للتسلسل الهرمي للرومان الكاثوليك
وقد أثارت مسألة جاليليو نموذج مركزية الأرض ضد ادعاءات جاليليو. وفيما يتعلق بالأساس الديني لهذا النقاش، تعامل اثنان من الباباوات مع مسألة ما إذا كان استخدام لغة الظواهر يمكن أن يؤدي إلى إجبار الشخص على الاعتراف بوجود خطأ في الكتاب المقدس أم لا. وكلا الباباوين قالا إن ذلك لا يمكن أن يحدث. وقد كتب البابا ليو الثالث عشر ما يلي:
يجب أن نعارض أولئك الذين يفحصون الكتاب المقدس بدقة، من خلال استخدام العلوم المادية بشكل شرير؛ فالكتاب قد يكتشفون خطأ ما، وينتهزون الفرصة للتقليل من قدر محتوياته. . . . ولا يمكن أن يتواجد أي فرق فعلي، في واقع الأمر، بين علماء الدين وعلماء الفيزياء، طالما أن كلاً منهم يحبس نفسه في الخطوط الخاصة به، وكلاهما يتمتع بالحرص، كما يحذرنا سانت أوجستين «بعدم عمل تأكيدات متهورة» أو تأكيد ما هو معروف على أنه معروف. «وإذا حدث أي خلاف بينهما، وضع سانت أوجستين القاعدة كذلك، لعلماء الدين:» ما يمكنهم إظهاره على أنه حقيقة للطبيعة المادية، يجب أن نظهر أننا قادرون على تحقيق التسوية مع الكتب المقدسة؛ وما يؤكدونه في أطروحاتهم التي تكون عكس ما هو وارد في كتبنا المقدسة، حسب الاعتقاد الكاثوليكي، فإننا يجب أن نثبت خطأه قدر الإمكان، أو في كل الأحوال، يجب أن نؤمن أنه خطأ، بدون أقل قدر من التردد. ولمعرفة مدى عدالة تكوين القاعدة، يجب أن نتذكر، في بداية الأمر، أن الكُتَّاب المُقدَّسين، أو بشكل أكثر دقة، الروح القدس «التي يتحدثون نيابة عنها، لم ترغب في تعليمهم هذه الأشياء (أي، الطبيعة الجوهرية للأشياء الموجودة في الكون المرئي)، الأشياء التي لا تؤدي بأي طريقة من الطرق إلى الخلاص.» وبالتالي، فإنها لم تهدف إلى اختراق أسرار الطبيعة، إلا أنها بدلاً من ذلك وصفت وتعاملت مع الأشياء بلغة أكثر أو أقل رمزية، أو فيما يتعلق بالمصطلحات شائعة الاستخدام في هذا الوقت، والتي كانت في العديد من الحالات مستخدمة بشكل يومي في هذا الوقت، حتى على يد أشهر رجال العلوم. ويصف الحديث العادي بشكل رئيسي وبطريقة صحيحة ما يأتي تحت إطار الأحاسيس، وإلى حد ما بنفس طريقة الكُتَّاب المُقدَّسين - كما يذكرنا أنجليك دكتور - فإنه يصف أيضًا«ما يبدو معقولاً»، أو إبراز ما أشار إليه الرب، عند الحديث إلى الإنسان، بالطريقة التي يفهمها الإنسان واعتاد عليها. (Providentissimus Deus 18).
ويذكر ماوريس فينوكشيارو، مؤلف كتاب يعتمد على مسألة جاليليو، أن تلك «نظرة العلاقة بين التفسير الإنجيلي والتحقيق العلمي الذي يتوافق مع ذلك الذي طوره جاليليو في رسالته إلى الدوقة كرستينا.» البابا بيوس الثاني عشر كرر تعليمات سابقه:
لقد كان مصدر الرعاية الأول والأكبر لـ "ليو الثالث عشر" هو تحديد التعاليم المتعلقة بحقيقة الكتب المقدسة والدفاع عنها ضد الهجمات التي تتعرض لها. وبالتالي، من خلال الكلمات الرزينة، قال إنه لا توجد أخطاء من أي نوع إذا كان الكاتب المقدس، أثناء الحديث عن الأمر المادي "يبدو يتحدث بشكل معقول" كما يقول أنجيليك دكتور[5]، وذلك عند الحديث "بلغة رمزية أو بمصطلحات تستخدم بصفة عامة في هذا الوقت، والتي تكون في العديد من الحالات قدر الاستخدام اليومي في هذا الوقت، حتى بين أكثر رجال العلوم." وبالنسبة "للكُتَّاب المقدسين، أو للحديث بشكل أكثر دقة، فإن تلك الكلمات تتبع سانت أوجستين - [6] الروح القدس، التي يتحدثون نيابة عنها، لم تكن تهدف إلى تعليم تلك الأشياء - وتلك الطبيعة الضرورية للأشياء في الكون - الأشياء التي لا يمكن أن تؤدي بأي حالٍ من الأحوال إلى الخلاص"، هذا المبدأ "الذي يسري على العلوم أحادية الأصل، وخصوصًا التاريخ"[7]، أي من خلال دحض "بطريقة مشابهة إلى حد ما المغالطات التي يقدمها الخصوم والدفاع عن الحقيقة التاريخية للكتاب المقدس ضد هجماتهم (Divino Afflante Spiritu 3).
في عام 1664، أعاد ألكساندر السابع نشر دليل الكتب المحرمة (Index of Forbidden Books) وقام بإرفاق المراسيم المتنوعة المتصلة بهذه الكتب، بما في ذلك تلك المتعلقة بمركزية الشمس. وقد ذكر في كتابه Papal Bull أن غرضه فيما يتعلق بالقيام بذلك أن «تتابع الأشياء التي تتم من البداية يمكن أن تصبح معروفة [quo rei ab initio gestae series innotescat].»
وقد تطور موضع العشيرة بشكل بطيء مع مرور القرون تجاه السماح بوجهة نظر مركزية الشمس. في عام 1757، أثناء فترة بابوية بنديكت الرابع عشر، سحب مجمع الفهرس المرسوم الذي حظر كل الكتب التي تشير إلى حركة الأرض، رغم أنه استمر استثناء كتاب Dialogue وبعض الكتب الأخرى بشكل صريح. وفي عام 1820، أصدر مجمع المكتب المقدس، بعد موافقة البابا، مرسومًا بأن عالم الفلك الكاثوليكي جوزيف سيتل قد سمح له بالتعامل مع حركة الأرض على أنها حقيقة راسخة. وفي عام 1822، أزال مجمع المكتب المقدس الحظر على نشر الكتب التي تتعامل مع حركة الأرض بما يتوافق مع علم الفلك الحديث، وقد صدق الباب بيوس السابع على هذا القرار. وقد أزال إصدار عام 1835 من الدليل الكاثوليكي للكتب المحرمة للمرة الأولى كتاب Dialogue من القائمة. وفي منشور بابوي كتب في عام 1921، ذكر البابا بنيديكت الخامس عشر أنه "رغم أن هذه الأرض التي نعيش عليها قد لا تكون مركزًا للكون كما كنا نتصور في وقت من الأوقات، إلا أنها كانت مسرحًا للسعادة الأصلية التي حظي بها أسلافنا الأوائل، كما أنها شهدت هبوطهم التعيس، بالإضافة إلى تخليص وفداء البشرية من خلال آلام وموت يسوع المسيح." وفي عام 1965، قال المجمع الفاتيكاني الثاني إنه "بالتالي، لا يمكننا إلا أن نأسف على بعض عادات العقول، والتي يمكن أن توجد بين المسيحيين كذلك، والتي لا تهتم بشكل كامل بالاستقلال الشرعي للعلوم والتي تقود العديد من العقول، من خلال النقاشات والجدالات التي تثيرها، وهي تؤدي إلى استنتاج العديد من الآراء أن الإيمان والعلوم متعارضان مع بعضهما البعض." والحاشية السفلية لهذا البيان مأخوذة من كتاب Vita e opere di Galileo Galilei الذي أصدره لمونسنيور بياو باشيني في مجلدين، وطبع في مطابع الفاتيكان (1964). وقد شعر البابا جون بول الثاني بالندم حيال طريقة التعامل مع جاليليو، في خطاب ألقاه على الأكاديمية البابوية للعلوم في عام 1992. وقد أعلن البابا أن هذا الحادث يعتمد على سوء الفهم المأساوي المتبادل". وقد قال كذلك:
لقد ذكرنا الكاردينال بوبار كذلك أن قرار عام 1633 كان يمكن إصلاحه، وأن الجدال الذي لم يتوقف عن التطور بعد ذلك قد وصل إلى نهايته في عام 1820 من خلال الترخيص بالطبع والنشر الذي تم منحه إلى كانون سيتل. . . . والخطأ الذي ارتكبه علماء الدين في ذلك الوقت، عندما تمسكوا بمبدأ مركزية الأرض، كان يتمثل في التفكير في أن فهمنا لهيكل العالم المادي، بطريقة أو بأخرى، مفروض من خلال الفهم الحرفي للكتاب المقدس. دعونا نتذكر القول الشهير المحتفى به لبرونيوس «إن الروح القدس يعلمنا كيف تنفجر السماء، لكنه لا يعلمنا كيف نتخذ الخطوات للوصول إلى السماء». في واقع الأمر، لا يهتم الإنجيل بتفاصيل العالم المادي، حيث إن فهم تلك الأمور يتعلق بقدرات خبرات ومنطقية البشر. فهناك عالمان للمعرفة، أحدهما مصادره في الثورة، والآخر يمكن اكتشافه من خلال قدراته الخاصة. وإلى العالم الثاني، تنتمي العلوم والفلسفات التجريبية على وجه الخصوص. ويجب ألا يتم فهم التمييز بين العالمين على أنه تعارض.

### المواقف اليهودية الأرثوذكسية
من بين مختلف الطوائف اليهودية، هناك أقلية ضئيلة للغاية من اليهود الأرثوذكس، وعلى وجه الخصوص بعض تابعي لوبافيتشر ريبي، يدافعون عن نموذج مركزية الأرض الخاصة بالكون، وذلك اعتمادًا على آيات الإنجيل المذكورة أعلاه وتفسير موسى بن ميمون إلى درجة أنه استبعد أن الأرض تدور حول الشمس. وهذا الأساس هام لحسابه الخاص بـ روش شوديش (اليوم الأول من الشهر القمري اليهودي)، ومع ذلك، فإن الأغلبية الكبرى لعلماء الدين اليهود، الذين يقبلون ألوهية الكتاب المقدس، ويقبلون العديد من قواعد موسى بن ميمون على أنها أمور ملزمة من الناحية القانونية، لا يؤمنون بأن الإنجيل أو قواعد موسى بن ميمون توفر اعتقادًا بمركزية الأرض.
وهناك دليل ما على أن اعتقادات مركزية الأرض آخذة في التنامي على أنها أمور شائعة بين اليهود الأرثوذكس.

### المواقف الإسلامية
تعد الحالات البارزة لمركزية الأرض الحديثة في الإسلام منعزلة للغاية. والقليل للغاية من الأفراد قاموا بالترويج لوجهة نظر مركزية الأرض للكون. فقد أتهمت صحيفة الدستور الأردنية المفتي العام للمملكة العربية السعودية من عام 1993 وحتى عام 1999، ابن باز، بأنه كان يروج لوجهة النظر هذه، بينما سرعان ما جاء رد ابن باز في هذا الافتراء بأنّه لا يروج لهذه الفكرة ولا يعتبرها فكرة عقديّة، لكنّه يقول بأن ظاهر آيات القرآن يبيّن أن الأرض مركزية
وكان الإمام الألباني شيخ السلفيّة في زمانة يرى أن المجاز قد يكون داخل فيه مثل هذه الآيات وبذلك حقيقة أن الشمس مركزية لا تتنافى مع القرآن.

## نماذج النظام الشمسي
ما زال نموذج مركزية الأرض (البطلمي) للنظام الشمسي هامًا لصناع نماذج النظام الشمسي، حيث إن حركة النوع البطلمي لجهاز الضوء للكوكب تتميز ببعض الميزات مقارنة بحركة نوع كوبرنيكوس. كما تعتمد القبة السماوية، التي ما زالت قيد الاستخدام لأغراض التعليم وفي بعض الأحيان التنقل، على نظام مركزية الأرض  والذي يتجاهل التزيح بشكل فعلي. ومع ذلك، فإن هذا التأثير يمكن تجاهله في نطاق الدقة الساري على نموذج النظام الشمسي.

## نماذج مركزية الأرض في الخيال العلمي
أنتج الخيال العلمي القائم على التاريخ البديل بعض المؤلفات الهامة على افتراض أن الأكوان والأراضي البديلة يمكن أن تكون لها قوانين وكونيات تتفق مع تلك الخاصة ببطليموس وأرسطو فيما يتعلق بالتصميم. وقد بدأت تلك الفئة الفرعية من خلال القصة القصيرة التي كتبها فيليب خوسيه فارمر Sail On! Sail On! (1952)، حيث تمكن كولومبوس من الحصول على تقنية اللاسلكي وحيث أبحر أسطوله التجاري والاستكشافي بتمويل من إسبانيا من حواف العالم في الكون البديل القائم على فكرة مركزية الأرض في عام 1492، بدلاً من اكتشاف أمريكا الشمالية وأمريكا الجنوبية.
ويقوم فيلم Celestial Matters الذي كتبه ريتشارد جارفينكيل (1996) على عالم مرتكز على مركزية الكون بشكل أكبر، حيث يتم تقسيم الأرض من خلال فصيلين متنازعين، إلى الاتحاد الديلي الذي تسيطر عليه اليونان القديمة والمملكة الوسطى الصينية، وكلاهما لديه القدرة على الحركة في إطار عالم بديل اعتمادًا على الفلك البطلمي وفيزياء أرسطو والأفكار الطاوية. ولسوء الحظ، انشغلت كلتا القوتين في حرب دامت على مدار ألف عام، منذ عصر الإسكندر الأكبر.